# Giraffokeryx
Giraffokeryx is een geslacht van uitgestorven middelgrote giraffen. Hij leefde in het onder- en midden Mioceen (ongeveer 16 - 12 miljoen jaar geleden) en zijn fossiele overblijfselen zijn gevonden in Afrika, Azië en Europa.

## Kenmerken
Dit dier leek veel op de huidige okapi (Okapia johnstoni), maar het lichaam was slanker en zeker kleiner van formaat. De schedel was ongeveer dertig centimeter lang en de schofthoogte bereikte ongeveer 1,2 meter. De hals was matig langwerpig en de schedel bezat vier enkelvoudige, niet-verdeelde en vrij korte hoorns (ossiconen). Het voorste paar was voor de oogkassen geplaatst en was afkomstig van de neusbeenderen, terwijl het achterste paar net achter de oogkassen was geplaatst en afkomstig was van de voorhoofdsbeenderen. De dentantura van Giraffokeryx was, in tegenstelling tot die van andere archaïsche giraffen, relatief geëvolueerd.

## Evolutie
Giraffokeryx wordt beschouwd als een primitieve vertegenwoordiger van de giraffen. Enkele kenmerken, zoals de uitsteeksels zonder hoornmantel (ossiconen), onderscheiden het van hedendaagse primitieve runderen. Het ontwikkelde zich in Afrika in een tijd dat er een evolutionaire afsplitsing was van primitieve giraffen, waaronder Canthumeryx en migreerde vervolgens naar Azië en Europa. In de Grieks-Iraanse provincie zijn fossielen gevonden op tal van plaatsen, waaronder Chios (Griekenland), Pacalar (Turkije), Belometchetskaya (Georgië), evenals in de Bugti Beds in Pakistan. De bekendste soort is Giraffokeryx punjabensis uit India. De soort G. anatoliensis werd gevonden in Turkije en had kortere en minder hellende hoorns. Dit geslacht van primitieve giraffen stierf uit tijdens het midden van het Mioceen, verdrongen door andere meer ontwikkelde giraffen zoals paleotragini (geslacht Palaeotragus). Een andere archaïsche giraf die tegelijkertijd in Europa leefde was Georgiomeryx, die als nog minder gespecialiseerd wordt beschouwd.

## Classificatie
Giraffokeryx wordt door de meeste auteurs als monotypisch beschouwd, slechts bestaande uit G. punjabiensis, maar andere soorten zijn toegewezen aan het geslacht:
- G. chinjensis werd toegewezen aan het geslacht, maar werd later opgenomen in de uitgestorven soort Giraffa priscilla[7][8]. De verspreiding van deze laatste soort en G. punjabiensis geeft aan dat de Himalaya nog steeds niet diende als een barrière voor faunale verspreiding tijdens het Midden-Mioceen.
- G. anatoliensis, een gedeeltelijke schedel met een postorbitale hoorn en geïsoleerde tanden uit Turkije, had kortere en minder geneigde hoorns dan G. punjabiensis. Giraffokeryx leek op een okapi of een kleine giraf. Het is een mogelijke voorouder van beide.